# デイヴィッド・レズリー (第6代リーヴェン伯爵)

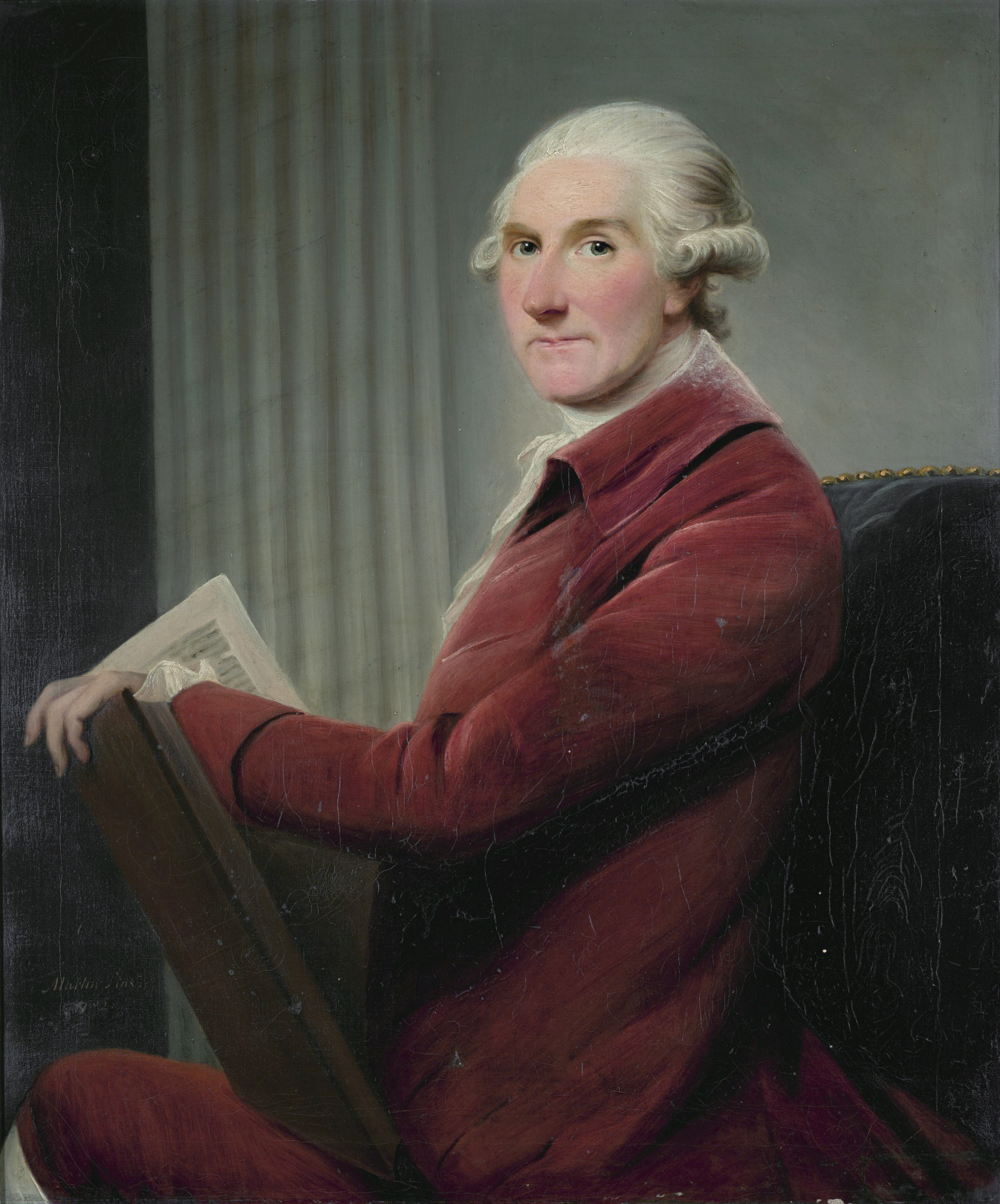
デイヴィッド・マーティンによる肖像画、1782年作。

第6代リーヴェン伯爵および第5代メルヴィル伯爵デイヴィッド・レズリー（英語: David Leslie, 6th Earl of Leven, 5th Earl of Melville、1722年3月4日/5月4日 – 1802年6月9日）は、スコットランドの貴族、フリーメイソン。1729年から1754年までバルゴニー卿の儀礼称号を使用した。

## 生涯
第5代リーヴェン伯爵および第4代メルヴィル伯爵アレクサンダー・レズリーと1人目の妻メアリー・アースキン（Mary Erskine、1723年7月12日没、ジョン・アースキンの娘）の息子として、1722年に生まれた。エディンバラ大学で学んだ後、1740年から1742年までフローニンゲン大学で教育を受けた。
1742年にエンサインとしてイギリス陸軍に入隊、1744年には歩兵連隊の大尉になった。
1754年9月2日に父が死去すると、リーヴェン伯爵とメルヴィル伯爵の爵位を継承した。
フリーメイソンの一員として、1759年から1761年までスコットランド・グランドロッジのグランドマスターを務めた。
スコットランド銀行副総裁を務めたほか、1773年から1782年までスコットランド警察卿（Lord of Police）の1人を、1778年にスコットランド・キリスト教知識普及協会会長を、1783年から1801年までスコットランド教会総会への勅使を務めた。
1802年6月9日に病死、バルゴニーで埋葬された。息子アレクサンダーが爵位を継承した。

## 家族
1747年7月29日、ウィルヘルミナ・ニスベット（Wilhelmina Nisbet、1724年 – 1798年5月10日、ウィリアム・ニスベットの娘）と結婚、5男3女をもうけた。
- アレクサンダー（1749年 – 1820年） - 第7代リーヴェン伯爵、第6代メルヴィル伯爵
- ウィリアム（英語版）（1751年 – 1777年） - 陸軍軍人。プリンストンの戦いで戦死
- ジェーン（1829年10月28日没） - 1775年11月9日、第4代準男爵サー・ジョン・ベルシェス（英語版）と結婚、子供あり
- デイヴィッド（1838年10月21日没） - 1787年1月16日、レベッカ・ギリーズ（Rebecca Gillies、ジョン・ギリーズの娘）と結婚
- ジョン（1759年11月20日 – 1824年） - 1816年9月13日、ジェーン・カミング（Jane Cuming）と結婚
- ジョージ（1766年4月21日 – 1812年3月8日） - 1802年11月27日、ヤコミナ・ヘルトロイダ・ファン・デ・グラーフ（Jacomina Gertruida van de Graaff、ウィレム・ヤコブ・ファン・デ・グラーフ（英語版）の娘）と結婚、子供あり
- メアリー・エリザベス（1820年10月7日没） - 1776年11月、第6代フリーランドのルーヴェン卿ジェームズ・ルーヴェンと結婚、子供あり
- シャーロット（1830年没）